# Lista de primeiros-ministros do Reino Unido
A lista de primeiros-ministros do Reino Unido reúne os principais ministros da coroa do Governo de Sua Majestade e o chefe do gabinete britânico. Não existe data específica para quando o cargo de primeiro-ministro fica vago, pois o cargo não foi criado, mas evoluiu ao longo do tempo por meio de uma fusão de funções. No entanto, o termo foi usado regularmente — ainda que informalmente — para Walpole na década de 1730. Também foi usado na Câmara dos Comuns em 1805, e certamente estava em uso parlamentar na década de 1880. Em 1905, o cargo de primeiro-ministro foi oficialmente reconhecido na ordem de precedência. Os historiadores modernos geralmente consideram o Sir Robert Walpole, que liderou o governo da Grã-Bretanha por mais de vinte anos a partir de 1721, como o primeiro primeiro-ministro. Walpole também é o primeiro-ministro britânico mais antigo por essa definição. No entanto, Sir Henry Campbell-Bannerman foi o primeiro e Margaret Thatcher a primeira-ministra mais antiga oficialmente referida como tal na ordem de precedência. O primeiro a usar o título em um ato oficial foi Benjamin Disraeli, que assinou o Tratado de Berlim (1878) como "Primeiro Ministro de Sua Majestade Britânica".
Precisamente, o primeiro primeiro-ministro do Reino Unido da Grã-Bretanha e Irlanda foi William Pitt, o Novo. O primeiro primeiro-ministro do atual Reino Unido, foi Andrew Bonar Law, embora o país não tenha sido renomeado oficialmente até 1927, quando Stanley Baldwin estava como primeiro-ministro em exercício.
Devido à evolução gradual do cargo de primeiro-ministro, o título é aplicado aos primeiros-ministros apenas retrospectivamente; isso às vezes deu origem a disputa acadêmica. William Pulteney e James Waldegrave por vezes são mencionados como primeiros-ministros. Pulteney foi convidado a formar um ministério pelo rei Jorge II quando Henry Pelham renunciou em 1746, assim como Waldegrave em 1757 após a destituição de William Pitt, o Velho, que dominou os assuntos do governo durante a Guerra dos Sete Anos. Nenhum dos dois conseguiram obter apoio parlamentar suficiente para formarem um governo; Pulteney deixou o cargo depois de dois dias e Waldegrave depois de quatro. O consenso acadêmico moderno não considera que nenhum dos dois tenham ocupado o cargo de primeiro-ministro; eles são, portanto, listados separadamente.
Três mulheres serviram como primeiras-ministras: Margaret Margaret Thatcher, Theresa May e Liz Truss. As três conservadoras foram nomeadas por Isabel II. Com a morte da rainha em 8 de setembro de 2022, Liz Truss tornou-se a primeira mulher primeira-ministra a servir sob mais de um monarca e primeira mulher a liderar o governo sob o nome de um rei, Carlos III, sendo também a primeira a renunciar sob o seu mandato, tendo servido dois monarcas. Atualmente, Keir Starmer assumiu o cargo de primeiro-ministro em 5 de julho de 2024.

## Lista de primeiros-ministros
| Século XVIII | Século XVIII | Século XVIII | Século XVIII | Século XIX | Século XX | Século XXI |
| ------------ | ------------ | ------------ | ------------ | ---------- | --------- | ---------- |

| Whig | Whig | Whig | Whig | Tory | Conservador | Peelite | Liberal | Trabalhista | Nacional Trabalhista |
| ---- | ---- | ---- | ---- | ---- | ----------- | ------- | ------- | ----------- | -------------------- |

| N.º                              | Primeiro-ministro (Nascimento–Falecimento) | Primeiro-ministro (Nascimento–Falecimento)                                                                                  | Mandato–Eleição (Duração em anos e dias)      | Mandato–Eleição (Duração em anos e dias)         | Partido                    | Partido | Cargos ministeriais ocupados como primeiro-ministro                                         | Monarca (Reino) | Ref.   |
| -------------------------------- | ------------------------------------------ | --- | --------------------------------------------- | ------------------------------------------------ | -------------------------- | --- | ------------------------------------------------------------------------------------------- | --- | ------ |
| 1                                |                                            | [[Robert Walpole\|Sir Robert Walpole 1.º Conde de Orford]] (1676–1745)                                                      | 3 de abril de 1721 – 11 de fevereiro de 1742  | 1722                                             |                            | Whig | - Chanceler do Tesouro - Primeiro Lorde do Tesouro - Líder da Câmara dos Comuns             | Jorge I (1714–1727) | [ 20 ] |
| 1                                | 1727                                       | [[Robert Walpole\|Sir Robert Walpole 1.º Conde de Orford]] (1676–1745)                                                      | 3 de abril de 1721 – 11 de fevereiro de 1742  | Jorge II (1727–1760)                             |                            | Whig | - Chanceler do Tesouro - Primeiro Lorde do Tesouro - Líder da Câmara dos Comuns             | | [ 20 ] |
| 1                                | 1734                                       | [[Robert Walpole\|Sir Robert Walpole 1.º Conde de Orford]] (1676–1745)                                                      | 3 de abril de 1721 – 11 de fevereiro de 1742  | Jorge II (1727–1760)                             |                            | Whig | - Chanceler do Tesouro - Primeiro Lorde do Tesouro - Líder da Câmara dos Comuns             | | [ 20 ] |
| 1                                | 1741                                       | [[Robert Walpole\|Sir Robert Walpole 1.º Conde de Orford]] (1676–1745)                                                      | 3 de abril de 1721 – 11 de fevereiro de 1742  | Jorge II (1727–1760)                             |                            | Whig | - Chanceler do Tesouro - Primeiro Lorde do Tesouro - Líder da Câmara dos Comuns             | | [ 20 ] |
| 1                                | 20 anos e 314 dias                         | [[Robert Walpole\|Sir Robert Walpole 1.º Conde de Orford]] (1676–1745)                                                      |                                               | Jorge II (1727–1760)                             |                            | Whig | - Chanceler do Tesouro - Primeiro Lorde do Tesouro - Líder da Câmara dos Comuns             | | [ 20 ] |
| 2                                |                                            | [[Spencer Compton, 1.º Conde de Wilmington\|Spencer Compton 1.º Conde de Wilmington]] (1673–1743)                           | 16 de fevereiro de 1742 – 2 de julho de 1743  | Jorge II (1727–1760)                             | —                          | Whig | - Primeiro Lorde do Tesouro                                                                 | [ 21 ] |        |
| 2                                | 1 ano e 136 dias†                          | [[Spencer Compton, 1.º Conde de Wilmington\|Spencer Compton 1.º Conde de Wilmington]] (1673–1743)                           |                                               | Jorge II (1727–1760)                             |                            | Whig | - Primeiro Lorde do Tesouro                                                                 | [ 21 ] |        |
| 3                                |                                            | Henry Pelham (1694–1754) | 27 de agosto de 1743 – 6 de março de 1754     | Jorge II (1727–1760)                             | —                          | Whig | - Chanceler do Tesouro - Primeiro Lorde do Tesouro - Líder da Câmara dos Comuns             | [ 22 ] |        |
| 3                                | 1747                                       | Henry Pelham (1694–1754) | 27 de agosto de 1743 – 6 de março de 1754     | Jorge II (1727–1760)                             |                            | Whig | - Chanceler do Tesouro - Primeiro Lorde do Tesouro - Líder da Câmara dos Comuns             | [ 22 ] |        |
| 3                                | 10 anos e 191 dias†                        | Henry Pelham (1694–1754) |                                               | Jorge II (1727–1760)                             |                            | Whig | - Chanceler do Tesouro - Primeiro Lorde do Tesouro - Líder da Câmara dos Comuns             | [ 22 ] |        |
| 4                                |                                            | (1) [[Thomas Pelham-Holles, 1.º Duque de Newcastle\|Thomas Pelham-Holles 1.º Duque de Newcastle]] (1693–1768)               | 16 de março de 1754 – 11 de novembro de 1756  | Jorge II (1727–1760)                             | 1754                       | Whig | - Primeiro Lorde do Tesouro - Líder da Câmara dos Comuns                                    | [ 23 ] |        |
| 4                                | 2 anos e 240 dias                          | (1) [[Thomas Pelham-Holles, 1.º Duque de Newcastle\|Thomas Pelham-Holles 1.º Duque de Newcastle]] (1693–1768)               |                                               | Jorge II (1727–1760)                             |                            | Whig | - Primeiro Lorde do Tesouro - Líder da Câmara dos Comuns                                    | [ 23 ] |        |
| 5                                |                                            | [[William Cavendish, 4.º Duque de Devonshire\|William Cavendish 4.º Duque de Devonshire]] (1720–1764)                       | 16 de novembro de 1756 – 29 de junho de 1757  | Jorge II (1727–1760)                             | —                          | Whig | - Primeiro Lorde do Tesouro - Líder da Câmara dos Comuns - Lorde Alto Tesoureiro da Irlanda | [ 24 ] |        |
| 5                                | 225 dias                                   | [[William Cavendish, 4.º Duque de Devonshire\|William Cavendish 4.º Duque de Devonshire]] (1720–1764)                       |                                               | Jorge II (1727–1760)                             |                            | Whig | - Primeiro Lorde do Tesouro - Líder da Câmara dos Comuns - Lorde Alto Tesoureiro da Irlanda | [ 24 ] |        |
| 6                                |                                            | (2) Thomas Pelham-Holles 1.º Duque de Newcastle (1693–1768)                                                                 | 29 de junho de 1757 – 26 de maio de 1762      | Jorge II (1727–1760)                             | 1761                       | Whig | - Primeiro Lorde do Tesouro - Líder da Câmara dos Comuns                                    | [ 25 ] |        |
| 6                                | 4 anos e 331 dias                          | 4 anos e 331 dias | Jorge III (1760–1820)                         |                                                  |                            | Whig | - Primeiro Lorde do Tesouro - Líder da Câmara dos Comuns                                    | [ 25 ] |        |
| 7                                |                                            | [[John Stuart, 3.º Conde de Bute\|John Stuart 3.º Conde de Bute]] (1713–1792)                                               | Jorge III (1760–1820)                         | 26 de maio de 1762 – 8 de abril de 1763          | —                          | | - Primeiro Lorde do Tesouro - Líder da Câmara dos Comuns                                    | Tory | [ 26 ] |
| 7                                | 317 dias                                   | [[John Stuart, 3.º Conde de Bute\|John Stuart 3.º Conde de Bute]] (1713–1792)                                               | Jorge III (1760–1820)                         |                                                  |                            | | - Primeiro Lorde do Tesouro - Líder da Câmara dos Comuns                                    | Tory | [ 26 ] |
| 8                                |                                            | George Grenville (1712–1770)                                                                                                | Jorge III (1760–1820)                         | 16 de abril de 1763 – 10 de julho de 1765        | —                          | | Whig                                                                                        | - Chanceler do Tesouro - Primeiro Lorde do Tesouro - Líder da Câmara dos Comuns | [ 27 ] |
| 8                                | 2 anos e 85 dias                           | George Grenville (1712–1770)                                                                                                | Jorge III (1760–1820)                         |                                                  |                            | | Whig                                                                                        | - Chanceler do Tesouro - Primeiro Lorde do Tesouro - Líder da Câmara dos Comuns | [ 27 ] |
| 9                                |                                            | (1) [[Charles Watson-Wentworth, 2.º Marquês de Rockingham\|Charles Watson-Wentworth 2.º Marquês de Rockingham]] (1730–1782) | Jorge III (1760–1820)                         | 13 de julho de 1765 – 30 de julho de 1766        | —                          | - Primeiro Lorde do Tesouro - Líder da Câmara dos Comuns                                                                                              | Whig                                                                                        | [ 28 ] |        |
| 9                                | 1 ano e 17 dias                            | (1) [[Charles Watson-Wentworth, 2.º Marquês de Rockingham\|Charles Watson-Wentworth 2.º Marquês de Rockingham]] (1730–1782) | Jorge III (1760–1820)                         |                                                  |                            | - Primeiro Lorde do Tesouro - Líder da Câmara dos Comuns                                                                                              | Whig                                                                                        | [ 28 ] |        |
| 10                               |                                            | [[William Pitt, 1.º Conde de Chatham\|William Pitt, o Velho 1.º Conde de Chatham]] (1708–1778)                              | Jorge III (1760–1820)                         | 30 de julho de 1766 – 14 de outubro de 1768      | 1768                       | - Lorde do Selo Privado | Whig                                                                                        | [ 29 ] |        |
| 10                               | 2 anos e 76 dias                           | [[William Pitt, 1.º Conde de Chatham\|William Pitt, o Velho 1.º Conde de Chatham]] (1708–1778)                              | Jorge III (1760–1820)                         |                                                  |                            | - Lorde do Selo Privado | Whig                                                                                        | [ 29 ] |        |
| 11                               |                                            | [[Augustus FitzRoy, 3.º Duque de Grafton\|Augustus FitzRoy 3.º Duque de Grafton]] (1735–1811)                               | Jorge III (1760–1820)                         | 14 de outubro de 1768 – 28 de janeiro de 1770    | —                          | - Primeiro Lorde do Tesouro - Líder da Câmara dos Comuns                                                                                              | Whig                                                                                        | [ 30 ] |        |
| 11                               | 1 ano e 106 dias                           | [[Augustus FitzRoy, 3.º Duque de Grafton\|Augustus FitzRoy 3.º Duque de Grafton]] (1735–1811)                               | Jorge III (1760–1820)                         |                                                  |                            | - Primeiro Lorde do Tesouro - Líder da Câmara dos Comuns                                                                                              | Whig                                                                                        | [ 30 ] |        |
| 12                               |                                            | [[Frederick North, 2.º Conde de Guilford\|Frederick North 2.º Conde de Guilford]] (1732–1792)                               | Jorge III (1760–1820)                         | 28 de janeiro de 1770 – 27 de março de 1782      | 1774                       | | Tory                                                                                        | - Chanceler do Tesouro - Primeiro Lorde do Tesouro - Líder da Câmara dos Comuns | [ 31 ] |
| 12                               | 1780                                       | [[Frederick North, 2.º Conde de Guilford\|Frederick North 2.º Conde de Guilford]] (1732–1792)                               | Jorge III (1760–1820)                         | 28 de janeiro de 1770 – 27 de março de 1782      |                            | | Tory                                                                                        | - Chanceler do Tesouro - Primeiro Lorde do Tesouro - Líder da Câmara dos Comuns | [ 31 ] |
| 12                               | 12 anos e 58 dias                          | [[Frederick North, 2.º Conde de Guilford\|Frederick North 2.º Conde de Guilford]] (1732–1792)                               | Jorge III (1760–1820)                         |                                                  |                            | | Tory                                                                                        | - Chanceler do Tesouro - Primeiro Lorde do Tesouro - Líder da Câmara dos Comuns | [ 31 ] |
| 13                               |                                            | (2) Charles Watson-Wentworth 2.º Marquês de Rockingham (1730–1782)                                                          | Jorge III (1760–1820)                         | 27 de março de 1782 – 1 de julho de 1782         | —                          | | Whig                                                                                        | - Primeiro Lorde do Tesouro | [ 28 ] |
| 13                               | 96 dias                                    | (2) Charles Watson-Wentworth 2.º Marquês de Rockingham (1730–1782)                                                          | Jorge III (1760–1820)                         |                                                  |                            | | Whig                                                                                        | - Primeiro Lorde do Tesouro | [ 28 ] |
| 14                               |                                            | [[William Petty, 1.º Marquês de Lansdowne\|William Petty 1.º Marquês de Lansdowne]] (1737–1805)                             | Jorge III (1760–1820)                         | 4 de julho de 1782 – 26 de março de 1783         | —                          | - Primeiro Lorde do Tesouro - Líder da Câmara dos Lordes                                                                                              | Whig                                                                                        | [ 32 ] |        |
| 14                               | 265 dias                                   | [[William Petty, 1.º Marquês de Lansdowne\|William Petty 1.º Marquês de Lansdowne]] (1737–1805)                             | Jorge III (1760–1820)                         |                                                  |                            | - Primeiro Lorde do Tesouro - Líder da Câmara dos Lordes                                                                                              | Whig                                                                                        | [ 32 ] |        |
| 15                               |                                            | [[William Cavendish-Bentinck, 3.º Duque de Portland\|William Cavendish-Bentinck 3.º Duque de Portland]] (1738–1809)         | Jorge III (1760–1820)                         | 2 de abril de 1783 – 18 de dezembro de 1783      | —                          | - Primeiro Lorde do Tesouro - Líder da Câmara dos Lordes                                                                                              | Whig                                                                                        | [ 33 ] |        |
| 15                               | 260 dias                                   | [[William Cavendish-Bentinck, 3.º Duque de Portland\|William Cavendish-Bentinck 3.º Duque de Portland]] (1738–1809)         | Jorge III (1760–1820)                         |                                                  |                            | - Primeiro Lorde do Tesouro - Líder da Câmara dos Lordes                                                                                              | Whig                                                                                        | [ 33 ] |        |
| 16                               |                                            | (1) William Pitt, o Novo (1759–1806)                                                                                        | Jorge III (1760–1820)                         | 19 de dezembro de 1783 – 14 de março de 1801     | 1784                       | | Tory                                                                                        | - Chanceler do Tesouro - Primeiro Lorde do Tesouro - Líder da Câmara dos Comuns | [ 34 ] |
| 16                               | 1790                                       | (1) William Pitt, o Novo (1759–1806)                                                                                        | Jorge III (1760–1820)                         | 19 de dezembro de 1783 – 14 de março de 1801     |                            | | Tory                                                                                        | - Chanceler do Tesouro - Primeiro Lorde do Tesouro - Líder da Câmara dos Comuns | [ 34 ] |
| 16                               | 1796                                       | (1) William Pitt, o Novo (1759–1806)                                                                                        | Jorge III (1760–1820)                         | 19 de dezembro de 1783 – 14 de março de 1801     |                            | | Tory                                                                                        | - Chanceler do Tesouro - Primeiro Lorde do Tesouro - Líder da Câmara dos Comuns | [ 34 ] |
| 16                               | 17 anos e 85 dias                          | (1) William Pitt, o Novo (1759–1806)                                                                                        | Jorge III (1760–1820)                         |                                                  |                            | | Tory                                                                                        | - Chanceler do Tesouro - Primeiro Lorde do Tesouro - Líder da Câmara dos Comuns | [ 34 ] |
| 17                               |                                            | [[Henry Addington, 1.º Visconde Sidmouth\|Henry Addington 1.º Visconde Sidmouth]] (1757–1844)                               | Jorge III (1760–1820)                         | 17 de março de 1801 – 10 de maio de 1804         | 1801                       | [ 35 ] | Tory                                                                                        | - Chanceler do Tesouro - Primeiro Lorde do Tesouro - Líder da Câmara dos Comuns |        |
| 17                               | 1802                                       | [[Henry Addington, 1.º Visconde Sidmouth\|Henry Addington 1.º Visconde Sidmouth]] (1757–1844)                               | Jorge III (1760–1820)                         | 17 de março de 1801 – 10 de maio de 1804         |                            | [ 35 ] | Tory                                                                                        | - Chanceler do Tesouro - Primeiro Lorde do Tesouro - Líder da Câmara dos Comuns |        |
| 17                               | 3 anos e 54 dias                           | [[Henry Addington, 1.º Visconde Sidmouth\|Henry Addington 1.º Visconde Sidmouth]] (1757–1844)                               | Jorge III (1760–1820)                         |                                                  |                            | [ 35 ] | Tory                                                                                        | - Chanceler do Tesouro - Primeiro Lorde do Tesouro - Líder da Câmara dos Comuns |        |
| 18                               |                                            | (2) William Pitt, o Novo (1759–1806)                                                                                        | Jorge III (1760–1820)                         | 10 de maio de 1804 – 23 de janeiro de 1806       | —                          | [ 36 ] | Tory                                                                                        | - Chanceler do Tesouro - Primeiro Lorde do Tesouro - Líder da Câmara dos Comuns |        |
| 18                               | 1 ano e 258 dias†                          | (2) William Pitt, o Novo (1759–1806)                                                                                        | Jorge III (1760–1820)                         |                                                  |                            | [ 36 ] | Tory                                                                                        | - Chanceler do Tesouro - Primeiro Lorde do Tesouro - Líder da Câmara dos Comuns |        |
| 19                               |                                            | [[William Grenville, 1.º Barão Grenville\|William Grenville 1.º Barão Grenville]] (1759–1834)                               | Jorge III (1760–1820)                         | 11 de fevereiro de 1806 – 25 de março de 1807    | 1806                       | | Whig                                                                                        | - Primeiro Lorde do Tesouro - Líder da Câmara dos Comuns | [ 37 ] |
| 19                               | 1 ano e 42 dias                            | [[William Grenville, 1.º Barão Grenville\|William Grenville 1.º Barão Grenville]] (1759–1834)                               | Jorge III (1760–1820)                         |                                                  |                            | | Whig                                                                                        | - Primeiro Lorde do Tesouro - Líder da Câmara dos Comuns | [ 37 ] |
| 20                               |                                            | (2) William Cavendish-Bentinck 3.º Duque de Portland (1738–1809)                                                            | Jorge III (1760–1820)                         | 31 de março de 1807 – 4 de outubro de 1809       | 1807                       | | Tory                                                                                        | - Primeiro Lorde do Tesouro | [ 38 ] |
| 20                               | 2 anos e 187 dias                          | (2) William Cavendish-Bentinck 3.º Duque de Portland (1738–1809)                                                            | Jorge III (1760–1820)                         |                                                  |                            | | Tory                                                                                        | - Primeiro Lorde do Tesouro | [ 38 ] |
| 21                               |                                            | Spencer Perceval (1762–1812)                                                                                                | Jorge III (1760–1820)                         | 4 de outubro de 1809 – 11 de maio de 1812        | —                          | - Chanceler do Ducado de Lancaster - Chanceler do Tesouro - Lorde Alto Tesoureiro da Irlanda - Primeiro Lorde do Tesouro - Líder da Câmara dos Comuns | Tory                                                                                        | [ 39 ] |        |
| 21                               | 2 anos e 220 dias                          | Spencer Perceval (1762–1812)                                                                                                | Jorge III (1760–1820)                         |                                                  |                            | - Chanceler do Ducado de Lancaster - Chanceler do Tesouro - Lorde Alto Tesoureiro da Irlanda - Primeiro Lorde do Tesouro - Líder da Câmara dos Comuns | Tory                                                                                        | [ 39 ] |        |
| 22                               |                                            | [[Robert Jenkinson, 2.º Conde de Liverpool\|Robert Jenkinson 2.º Conde de Liverpool]] (1770–1828)                           | Jorge III (1760–1820)                         | 8 de junho de 1812 – 9 de abril de 1827          | 1812                       | - Primeiro Lorde do Tesouro - Líder da Câmara dos Comuns                                                                                              | Tory                                                                                        | [ 40 ] |        |
| 22                               | 1818                                       | [[Robert Jenkinson, 2.º Conde de Liverpool\|Robert Jenkinson 2.º Conde de Liverpool]] (1770–1828)                           | Jorge IV (1820–1830)                          | 8 de junho de 1812 – 9 de abril de 1827          |                            | - Primeiro Lorde do Tesouro - Líder da Câmara dos Comuns                                                                                              | Tory                                                                                        | [ 40 ] |        |
| 22                               | 1820                                       | [[Robert Jenkinson, 2.º Conde de Liverpool\|Robert Jenkinson 2.º Conde de Liverpool]] (1770–1828)                           | Jorge IV (1820–1830)                          | 8 de junho de 1812 – 9 de abril de 1827          |                            | - Primeiro Lorde do Tesouro - Líder da Câmara dos Comuns                                                                                              | Tory                                                                                        | [ 40 ] |        |
| 22                               | 1826                                       | [[Robert Jenkinson, 2.º Conde de Liverpool\|Robert Jenkinson 2.º Conde de Liverpool]] (1770–1828)                           | Jorge IV (1820–1830)                          | 8 de junho de 1812 – 9 de abril de 1827          |                            | - Primeiro Lorde do Tesouro - Líder da Câmara dos Comuns                                                                                              | Tory                                                                                        | [ 40 ] |        |
| 22                               | 14 anos e 305 dias                         | [[Robert Jenkinson, 2.º Conde de Liverpool\|Robert Jenkinson 2.º Conde de Liverpool]] (1770–1828)                           | Jorge IV (1820–1830)                          |                                                  |                            | - Primeiro Lorde do Tesouro - Líder da Câmara dos Comuns                                                                                              | Tory                                                                                        | [ 40 ] |        |
| 23                               |                                            | George Canning (1770–1827)                                                                                                  | Jorge IV (1820–1830)                          | 12 de abril de 1827 – 8 de agosto de 1827        | —                          | - Chanceler do Tesouro - Primeiro Lorde do Tesouro - Líder da Câmara dos Comuns                                                                       | Tory                                                                                        | [ 41 ] |        |
| 23                               | 118 dias†                                  | George Canning (1770–1827)                                                                                                  | Jorge IV (1820–1830)                          |                                                  |                            | - Chanceler do Tesouro - Primeiro Lorde do Tesouro - Líder da Câmara dos Comuns                                                                       | Tory                                                                                        | [ 41 ] |        |
| 24                               |                                            | [[Frederick John Robinson, 1.º Conde de Ripon\|Frederick John Robinson 1.º Conde de Ripon]] (1782–1859)                     | Jorge IV (1820–1830)                          | 31 de agosto de 1827 – 8 de janeiro de 1828      | —                          | - Primeiro Lorde do Tesouro - Líder da Câmara dos Comuns                                                                                              | Tory                                                                                        | [ 42 ] |        |
| 24                               | 130 dias                                   | [[Frederick John Robinson, 1.º Conde de Ripon\|Frederick John Robinson 1.º Conde de Ripon]] (1782–1859)                     | Jorge IV (1820–1830)                          |                                                  |                            | - Primeiro Lorde do Tesouro - Líder da Câmara dos Comuns                                                                                              | Tory                                                                                        | [ 42 ] |        |
| 25                               |                                            | (1) [[Arthur Wellesley, 1.º Duque de Wellington\|Arthur Wellesley 1.º Duque de Wellington]] (1769–1852)                     | Jorge IV (1820–1830)                          | 22 de janeiro de 1828 – 16 de novembro de 1830   | 1830                       | - Primeiro Lorde do Tesouro - Líder da Câmara dos Comuns                                                                                              | Tory                                                                                        | [ 43 ] |        |
| 25                               | 2 anos e 298 dias                          | 2 anos e 298 dias | Guilherme IV (1830–1837)                      |                                                  |                            | - Primeiro Lorde do Tesouro - Líder da Câmara dos Comuns                                                                                              | Tory                                                                                        | [ 43 ] |        |
| 26                               |                                            | [[Charles Grey, 2.º Conde Grey\|Charles Grey 2.º Conde Grey]] (1764–1845)                                                   | Guilherme IV (1830–1837)                      | 22 de novembro de 1830 – 9 de julho de 1834      | 1831                       | - Primeiro Lorde do Tesouro - Líder da Câmara dos Comuns                                                                                              |                                                                                             | Whig | [ 44 ] |
| 26                               | 1832                                       | [[Charles Grey, 2.º Conde Grey\|Charles Grey 2.º Conde Grey]] (1764–1845)                                                   | Guilherme IV (1830–1837)                      | 22 de novembro de 1830 – 9 de julho de 1834      |                            | - Primeiro Lorde do Tesouro - Líder da Câmara dos Comuns                                                                                              |                                                                                             | Whig | [ 44 ] |
| 26                               | 3 anos e 229 dias                          | [[Charles Grey, 2.º Conde Grey\|Charles Grey 2.º Conde Grey]] (1764–1845)                                                   | Guilherme IV (1830–1837)                      |                                                  |                            | - Primeiro Lorde do Tesouro - Líder da Câmara dos Comuns                                                                                              |                                                                                             | Whig | [ 44 ] |
| 27                               |                                            | (2) Arthur Wellesley 1.º Duque de Wellington (1769–1852)                                                                    | Guilherme IV (1830–1837)                      | 17 de novembro de 1834 – 9 de dezembro de 1834   | —                          | | Tory                                                                                        | - Primeiro Lorde do Tesouro - Líder da Câmara dos Comuns - Secretário de Relações Exteriores - Secretário de Estado para os Assuntos Internos - Secretário de Estado da Guerra e das Colônias | [ 45 ] |
| 27                               | 22 dias                                    | (2) Arthur Wellesley 1.º Duque de Wellington (1769–1852)                                                                    | Guilherme IV (1830–1837)                      |                                                  |                            | | Tory                                                                                        | - Primeiro Lorde do Tesouro - Líder da Câmara dos Comuns - Secretário de Relações Exteriores - Secretário de Estado para os Assuntos Internos - Secretário de Estado da Guerra e das Colônias | [ 45 ] |
| 28                               |                                            | (1) [[Robert Peel\|Sir Robert Peel 2.º Baronete]] (1788–1850)                                                               | Guilherme IV (1830–1837)                      | 10 de dezembro de 1834 – 8 de abril de 1835      | —                          | | Conservador                                                                                 | - Chanceler do Tesouro - Primeiro Lorde do Tesouro - Líder da Câmara dos Comuns | [ 46 ] |
| 28                               | 119 dias                                   | (1) [[Robert Peel\|Sir Robert Peel 2.º Baronete]] (1788–1850)                                                               | Guilherme IV (1830–1837)                      |                                                  |                            | | Conservador                                                                                 | - Chanceler do Tesouro - Primeiro Lorde do Tesouro - Líder da Câmara dos Comuns | [ 46 ] |
| 29                               |                                            | [[William Lamb, 2.º Visconde Melbourne\|William Lamb 2.º Visconde Melbourne]] (1779–1848)                                   | Guilherme IV (1830–1837)                      | 18 de abril de 1835 – 30 de agosto de 1841       | 1835                       | | Whig                                                                                        | - Primeiro Lorde do Tesouro - Líder da Câmara dos Comuns | [ 47 ] |
| 29                               | 1837                                       | [[William Lamb, 2.º Visconde Melbourne\|William Lamb 2.º Visconde Melbourne]] (1779–1848)                                   | Vitória (1837–1901)                           | 18 de abril de 1835 – 30 de agosto de 1841       |                            | | Whig                                                                                        | - Primeiro Lorde do Tesouro - Líder da Câmara dos Comuns | [ 47 ] |
| 29                               | 6 anos e 134 dias                          | [[William Lamb, 2.º Visconde Melbourne\|William Lamb 2.º Visconde Melbourne]] (1779–1848)                                   | Vitória (1837–1901)                           |                                                  |                            | | Whig                                                                                        | - Primeiro Lorde do Tesouro - Líder da Câmara dos Comuns | [ 47 ] |
| 30                               |                                            | (2) Sir Robert Peel 2.º Baronete (1788–1850)                                                                                | Vitória (1837–1901)                           | 30 de agosto de 1841 – 29 de junho de 1846       | 1841                       | | Conservador                                                                                 | - Primeiro Lorde do Tesouro - Líder da Câmara dos Comuns | [ 46 ] |
| 30                               | 4 anos e 303 dias                          | (2) Sir Robert Peel 2.º Baronete (1788–1850)                                                                                | Vitória (1837–1901)                           |                                                  |                            | | Conservador                                                                                 | - Primeiro Lorde do Tesouro - Líder da Câmara dos Comuns | [ 46 ] |
| 31                               |                                            | (1) [[John Russell, 1.º Conde Russell\|John Russell 1.º Conde Russell]] (1792–1878)                                         | Vitória (1837–1901)                           | 30 de junho de 1846 – 21 de fevereiro de 1852    | 1847                       | | Whig                                                                                        | - Primeiro Lorde do Tesouro - Líder da Câmara dos Comuns | [ 48 ] |
| 31                               | 5 anos e 236 dias                          | (1) [[John Russell, 1.º Conde Russell\|John Russell 1.º Conde Russell]] (1792–1878)                                         | Vitória (1837–1901)                           |                                                  |                            | | Whig                                                                                        | - Primeiro Lorde do Tesouro - Líder da Câmara dos Comuns | [ 48 ] |
| 32                               |                                            | (1) [[Edward Smith-Stanley, 14.º Conde de Derby\|Edward Smith-Stanley 14.º Conde de Derby]] (1799–1869)                     | Vitória (1837–1901)                           | 23 de fevereiro de 1852 – 17 de dezembro de 1852 | 1852                       | | Conservador                                                                                 | - Primeiro Lorde do Tesouro - Líder da Câmara dos Comuns | [ 49 ] |
| 32                               | 298 dias                                   | (1) [[Edward Smith-Stanley, 14.º Conde de Derby\|Edward Smith-Stanley 14.º Conde de Derby]] (1799–1869)                     | Vitória (1837–1901)                           |                                                  |                            | | Conservador                                                                                 | - Primeiro Lorde do Tesouro - Líder da Câmara dos Comuns | [ 49 ] |
| 33                               |                                            | [[George Hamilton-Gordon, 4.º Conde de Aberdeen\|George Hamilton-Gordon 4.º Conde de Aberdeen]] (1784–1860)                 | Vitória (1837–1901)                           | 19 de dezembro de 1852 – 30 de janeiro de 1855   | —                          | | Peelite                                                                                     | - Primeiro Lorde do Tesouro - Líder da Câmara dos Comuns | [ 50 ] |
| 33                               | 2 anos e 42 dias                           | [[George Hamilton-Gordon, 4.º Conde de Aberdeen\|George Hamilton-Gordon 4.º Conde de Aberdeen]] (1784–1860)                 | Vitória (1837–1901)                           |                                                  |                            | | Peelite                                                                                     | - Primeiro Lorde do Tesouro - Líder da Câmara dos Comuns | [ 50 ] |
| 34                               |                                            | (1) [[Henry Temple, 3.º Visconde Palmerston\|Henry Temple 3.º Visconde Palmerston]] (1784–1865)                             | Vitória (1837–1901)                           | 6 de fevereiro de 1855 – 19 de fevereiro de 1858 | 1857                       | | Whig                                                                                        | - Primeiro Lorde do Tesouro - Líder da Câmara dos Comuns | [ 51 ] |
| 34                               | 3 anos e 13 dias                           | (1) [[Henry Temple, 3.º Visconde Palmerston\|Henry Temple 3.º Visconde Palmerston]] (1784–1865)                             | Vitória (1837–1901)                           |                                                  |                            | | Whig                                                                                        | - Primeiro Lorde do Tesouro - Líder da Câmara dos Comuns | [ 51 ] |
| 35                               |                                            | (2) Edward Smith-Stanley 14.º Conde de Derby (1799–1869)                                                                    | Vitória (1837–1901)                           | 20 de fevereiro de 1858 – 11 de junho de 1859    | —                          | | Conservador                                                                                 | - Primeiro Lorde do Tesouro - Líder da Câmara dos Comuns | [ 52 ] |
| 35                               | 1 ano e 111 dias                           | (2) Edward Smith-Stanley 14.º Conde de Derby (1799–1869)                                                                    | Vitória (1837–1901)                           |                                                  |                            | | Conservador                                                                                 | - Primeiro Lorde do Tesouro - Líder da Câmara dos Comuns | [ 52 ] |
| 36                               |                                            | (2) Henry Temple 3.º Visconde Palmerston (1784–1865)                                                                        | Vitória (1837–1901)                           | 12 de junho de 1859 – 18 de outubro de 1865      | 1859                       | | Liberal                                                                                     | - Primeiro Lorde do Tesouro - Líder da Câmara dos Comuns | [ 51 ] |
| 36                               | 1865                                       | (2) Henry Temple 3.º Visconde Palmerston (1784–1865)                                                                        | Vitória (1837–1901)                           | 12 de junho de 1859 – 18 de outubro de 1865      |                            | | Liberal                                                                                     | - Primeiro Lorde do Tesouro - Líder da Câmara dos Comuns | [ 51 ] |
| 36                               | 6 anos e 128 dias                          | (2) Henry Temple 3.º Visconde Palmerston (1784–1865)                                                                        | Vitória (1837–1901)                           |                                                  |                            | | Liberal                                                                                     | - Primeiro Lorde do Tesouro - Líder da Câmara dos Comuns | [ 51 ] |
| 37                               |                                            | (2) John Russell 1.º Conde Russell (1792–1878)                                                                              | Vitória (1837–1901)                           | 29 de outubro de 1865 – 26 de junho de 1866      | —                          | [ 48 ] | Liberal                                                                                     | - Primeiro Lorde do Tesouro - Líder da Câmara dos Comuns |        |
| 37                               | 240 dias                                   | (2) John Russell 1.º Conde Russell (1792–1878)                                                                              | Vitória (1837–1901)                           |                                                  |                            | [ 48 ] | Liberal                                                                                     | - Primeiro Lorde do Tesouro - Líder da Câmara dos Comuns |        |
| 38                               |                                            | (3) Edward Smith-Stanley 14.º Conde de Derby (1799–1869)                                                                    | Vitória (1837–1901)                           | 28 de junho de 1866 – 25 de fevereiro de 1868    | —                          | | Conservador                                                                                 | - Primeiro Lorde do Tesouro - Líder da Câmara dos Comuns | [ 53 ] |
| 38                               | 1 ano e 242 dias                           | (3) Edward Smith-Stanley 14.º Conde de Derby (1799–1869)                                                                    | Vitória (1837–1901)                           |                                                  |                            | | Conservador                                                                                 | - Primeiro Lorde do Tesouro - Líder da Câmara dos Comuns | [ 53 ] |
| 39                               |                                            | (1) [[Benjamin Disraeli\|Benjamin Disraeli 1.º Conde de Beaconsfield]] (1804–1881)                                          | Vitória (1837–1901)                           | 27 de fevereiro de 1868 – 1 de dezembro de 1868  | —                          | [ 54 ] | Conservador                                                                                 | - Primeiro Lorde do Tesouro - Líder da Câmara dos Comuns |        |
| 39                               | 278 dias                                   | (1) [[Benjamin Disraeli\|Benjamin Disraeli 1.º Conde de Beaconsfield]] (1804–1881)                                          | Vitória (1837–1901)                           |                                                  |                            | [ 54 ] | Conservador                                                                                 | - Primeiro Lorde do Tesouro - Líder da Câmara dos Comuns |        |
| 40                               |                                            | (1) William Ewart Gladstone (1809–1898)                                                                                     | Vitória (1837–1901)                           | 3 de dezembro de 1868 – 17 de fevereiro de 1874  | 1868                       | | Liberal                                                                                     | - Chanceler do Tesouro - Primeiro Lorde do Tesouro - Líder da Câmara dos Comuns | [ 55 ] |
| 40                               | 5 anos e 76 dias                           | (1) William Ewart Gladstone (1809–1898)                                                                                     | Vitória (1837–1901)                           |                                                  |                            | | Liberal                                                                                     | - Chanceler do Tesouro - Primeiro Lorde do Tesouro - Líder da Câmara dos Comuns | [ 55 ] |
| 41                               |                                            | (2) Benjamin Disraeli 1.º Conde de Beaconsfield (1804–1881)                                                                 | Vitória (1837–1901)                           | 20 de fevereiro de 1874 – 21 de abril de 1880    | 1874                       | | Conservador                                                                                 | - Primeiro Lorde do Tesouro - Líder da Câmara dos Comuns - Líder da Câmara dos Lordes - Lorde do Selo Privado                                                                                 | [ 54 ] |
| 41                               | 6 anos e 61 dias                           | (2) Benjamin Disraeli 1.º Conde de Beaconsfield (1804–1881)                                                                 | Vitória (1837–1901)                           |                                                  |                            | | Conservador                                                                                 | - Primeiro Lorde do Tesouro - Líder da Câmara dos Comuns - Líder da Câmara dos Lordes - Lorde do Selo Privado                                                                                 | [ 54 ] |
| 42                               |                                            | (2) William Ewart Gladstone (1809–1898)                                                                                     | Vitória (1837–1901)                           | 23 de abril de 1880 – 9 de junho de 1885         | 1880                       | | Liberal                                                                                     | - Chanceler do Tesouro - Primeiro Lorde do Tesouro - Líder da Câmara dos Comuns | [ 56 ] |
| 42                               | 2 anos e 76 dias                           | (2) William Ewart Gladstone (1809–1898)                                                                                     | Vitória (1837–1901)                           |                                                  |                            | | Liberal                                                                                     | - Chanceler do Tesouro - Primeiro Lorde do Tesouro - Líder da Câmara dos Comuns | [ 56 ] |
| 43                               |                                            | (1) [[Robert Gascoyne-Cecil, 3.º Marquês de Salisbury\|Robert Gascoyne-Cecil 3.º Marquês de Salisbury]] (1830–1903)         | Vitória (1837–1901)                           | 23 de junho de 1885 – 28 de janeiro de 1886      | —                          | | Conservador                                                                                 | - Líder da Câmara dos Lordes - Secretário de Relações Exteriores | [ 57 ] |
| 43                               | 219 dias                                   | (1) [[Robert Gascoyne-Cecil, 3.º Marquês de Salisbury\|Robert Gascoyne-Cecil 3.º Marquês de Salisbury]] (1830–1903)         | Vitória (1837–1901)                           |                                                  |                            | | Conservador                                                                                 | - Líder da Câmara dos Lordes - Secretário de Relações Exteriores | [ 57 ] |
| 44                               |                                            | (3) William Ewart Gladstone (1809–1898)                                                                                     | Vitória (1837–1901)                           | 1 de fevereiro de 1886 – 20 de julho de 1886     | 1885                       | | Liberal                                                                                     | - Primeiro Lorde do Tesouro - Líder da Câmara dos Comuns - Lorde do Selo Privado | [ 56 ] |
| 44                               | 169 dias                                   | (3) William Ewart Gladstone (1809–1898)                                                                                     | Vitória (1837–1901)                           |                                                  |                            | | Liberal                                                                                     | - Primeiro Lorde do Tesouro - Líder da Câmara dos Comuns - Lorde do Selo Privado | [ 56 ] |
| 45                               |                                            | (2) Robert Gascoyne-Cecil 3.º Marquês de Salisbury (1830–1903)                                                              | Vitória (1837–1901)                           | 25 de julho de 1886 – 11 de agosto de 1892       | 1886                       | | Conservador                                                                                 | - Primeiro Lorde do Tesouro - Líder da Câmara dos Lordes - Secretário de Relações Exteriores                                                                                                  | [ 58 ] |
| 45                               | 6 anos e 17 dias                           | (2) Robert Gascoyne-Cecil 3.º Marquês de Salisbury (1830–1903)                                                              | Vitória (1837–1901)                           |                                                  |                            | | Conservador                                                                                 | - Primeiro Lorde do Tesouro - Líder da Câmara dos Lordes - Secretário de Relações Exteriores                                                                                                  | [ 58 ] |
| 46                               |                                            | (4) William Ewart Gladstone (1809–1898)                                                                                     | Vitória (1837–1901)                           | 15 de agosto de 1892 – 2 de março de 1894        | 1892                       | | Liberal                                                                                     | - Primeiro Lorde do Tesouro - Líder da Câmara dos Comuns - Lorde do Selo Privado | [ 56 ] |
| 46                               | 1 ano e 199 dias                           | (4) William Ewart Gladstone (1809–1898)                                                                                     | Vitória (1837–1901)                           |                                                  |                            | | Liberal                                                                                     | - Primeiro Lorde do Tesouro - Líder da Câmara dos Comuns - Lorde do Selo Privado | [ 56 ] |
| 47                               |                                            | [[Archibald Primrose, 5.º Conde de Rosebery\|Archibald Primrose 5.º Conde de Rosebery]] (1847–1929)                         | Vitória (1837–1901)                           | 5 de março de 1894 – 22 de junho de 1895         | —                          | - Primeiro Lorde do Tesouro - Líder da Câmara dos Comuns - Lorde presidente do Conselho                                                               | Liberal                                                                                     | [ 59 ] |        |
| 47                               | 1 ano e 109 dias                           | [[Archibald Primrose, 5.º Conde de Rosebery\|Archibald Primrose 5.º Conde de Rosebery]] (1847–1929)                         | Vitória (1837–1901)                           |                                                  |                            | - Primeiro Lorde do Tesouro - Líder da Câmara dos Comuns - Lorde presidente do Conselho                                                               | Liberal                                                                                     | [ 59 ] |        |
| 48                               |                                            | (3) Robert Gascoyne-Cecil 3.º Marquês de Salisbury (1830–1903)                                                              | Vitória (1837–1901)                           | 25 de junho de 1895 – 11 de julho de 1902        | 1895                       | | Conservador                                                                                 | - Primeiro Lorde do Tesouro - Líder da Câmara dos Lordes - Secretário de Relações Exteriores                                                                                                  | [ 60 ] |
| 48                               | 1900                                       | (3) Robert Gascoyne-Cecil 3.º Marquês de Salisbury (1830–1903)                                                              | Eduardo VII (1901–1910)                       | 25 de junho de 1895 – 11 de julho de 1902        |                            | | Conservador                                                                                 | - Primeiro Lorde do Tesouro - Líder da Câmara dos Lordes - Secretário de Relações Exteriores                                                                                                  | [ 60 ] |
| 48                               | 7 anos e 16 dias                           | (3) Robert Gascoyne-Cecil 3.º Marquês de Salisbury (1830–1903)                                                              | Eduardo VII (1901–1910)                       |                                                  |                            | | Conservador                                                                                 | - Primeiro Lorde do Tesouro - Líder da Câmara dos Lordes - Secretário de Relações Exteriores                                                                                                  | [ 60 ] |
| 49                               |                                            | [[Arthur Balfour\|Arthur Balfour 1.º Conde de Balfour]] (1848–1930)                                                         | Eduardo VII (1901–1910)                       | 12 de julho de 1902 – 4 de dezembro de 1905      | —                          | - Primeiro Lorde do Tesouro - Líder da Câmara dos Comuns - Lorde do Selo Privado                                                                      | Conservador                                                                                 | [ 61 ] |        |
| 49                               | 3 anos e 145 dias                          | [[Arthur Balfour\|Arthur Balfour 1.º Conde de Balfour]] (1848–1930)                                                         | Eduardo VII (1901–1910)                       |                                                  |                            | - Primeiro Lorde do Tesouro - Líder da Câmara dos Comuns - Lorde do Selo Privado                                                                      | Conservador                                                                                 | [ 61 ] |        |
| 50                               |                                            | Henry Campbell-Bannerman (1836–1908)                                                                                        | Eduardo VII (1901–1910)                       | 5 de dezembro de 1905 – 3 de abril de 1908       | 1906                       | | Liberal                                                                                     | - Primeiro Lorde do Tesouro - Líder da Câmara dos Comuns | [ 62 ] |
| 50                               | 2 anos e 120 dias                          | Henry Campbell-Bannerman (1836–1908)                                                                                        | Eduardo VII (1901–1910)                       |                                                  |                            | | Liberal                                                                                     | - Primeiro Lorde do Tesouro - Líder da Câmara dos Comuns | [ 62 ] |
| 51                               |                                            | [[Herbert Henry Asquith\|Herbert Henry Asquith 1.º Conde de Oxford e Asquith]] (1852–1928)                                  | Eduardo VII (1901–1910)                       | 8 de abril de 1908 – 5 de dezembro de 1916       | —                          | - Primeiro Lorde do Tesouro - Líder da Câmara dos Comuns - Secretário de Estado da Guerra                                                             | Liberal                                                                                     | [ 63 ] |        |
| 51                               | Janeiro de 1910                            | [[Herbert Henry Asquith\|Herbert Henry Asquith 1.º Conde de Oxford e Asquith]] (1852–1928)                                  | Jorge V (1910–1936)                           | 8 de abril de 1908 – 5 de dezembro de 1916       |                            | - Primeiro Lorde do Tesouro - Líder da Câmara dos Comuns - Secretário de Estado da Guerra                                                             | Liberal                                                                                     | [ 63 ] |        |
| 51                               | Dezembro de 1910                           | [[Herbert Henry Asquith\|Herbert Henry Asquith 1.º Conde de Oxford e Asquith]] (1852–1928)                                  | Jorge V (1910–1936)                           | 8 de abril de 1908 – 5 de dezembro de 1916       |                            | - Primeiro Lorde do Tesouro - Líder da Câmara dos Comuns - Secretário de Estado da Guerra                                                             | Liberal                                                                                     | [ 63 ] |        |
| 51                               | —                                          | [[Herbert Henry Asquith\|Herbert Henry Asquith 1.º Conde de Oxford e Asquith]] (1852–1928)                                  | Jorge V (1910–1936)                           | 8 de abril de 1908 – 5 de dezembro de 1916       |                            | - Primeiro Lorde do Tesouro - Líder da Câmara dos Comuns - Secretário de Estado da Guerra                                                             | Liberal                                                                                     | [ 63 ] |        |
| 51                               | 8 anos e 242 dias                          | [[Herbert Henry Asquith\|Herbert Henry Asquith 1.º Conde de Oxford e Asquith]] (1852–1928)                                  | Jorge V (1910–1936)                           |                                                  |                            | - Primeiro Lorde do Tesouro - Líder da Câmara dos Comuns - Secretário de Estado da Guerra                                                             | Liberal                                                                                     | [ 63 ] |        |
| 52                               |                                            | [[David Lloyd George\|David Lloyd George 1.º Conde Lloyd-George de Dwyfor]] (1863–1945)                                     | Jorge V (1910–1936)                           | 6 de dezembro de 1916 – 19 de outubro de 1922    | —                          | - Primeiro Lorde do Tesouro | Liberal                                                                                     | [ 64 ] |        |
| 52                               | 1918                                       | [[David Lloyd George\|David Lloyd George 1.º Conde Lloyd-George de Dwyfor]] (1863–1945)                                     | Jorge V (1910–1936)                           | 6 de dezembro de 1916 – 19 de outubro de 1922    |                            | - Primeiro Lorde do Tesouro | Liberal                                                                                     | [ 64 ] |        |
| 52                               | 5 anos e 317 dias                          | [[David Lloyd George\|David Lloyd George 1.º Conde Lloyd-George de Dwyfor]] (1863–1945)                                     | Jorge V (1910–1936)                           |                                                  |                            | - Primeiro Lorde do Tesouro | Liberal                                                                                     | [ 64 ] |        |
| 53                               |                                            | Andrew Bonar Law (1858–1923)                                                                                                | Jorge V (1910–1936)                           | 23 de outubro de 1922 – 20 de maio de 1923       | —                          | | Conservador (Unionista Escocês)                                                             | - Primeiro Lorde do Tesouro - Líder da Câmara dos Comuns | [ 65 ] |
| 53                               | 209 dias                                   | Andrew Bonar Law (1858–1923)                                                                                                | Jorge V (1910–1936)                           |                                                  |                            | | Conservador (Unionista Escocês)                                                             | - Primeiro Lorde do Tesouro - Líder da Câmara dos Comuns | [ 65 ] |
| 54                               |                                            | (1) [[Stanley Baldwin\|Stanley Baldwin 1.º Conde Baldwin de Bewdley]] (1867–1947)                                           | Jorge V (1910–1936)                           | 22 de maio de 1923 – 22 de janeiro de 1924       | —                          | Conservador | - Chanceler do Tesouro - Primeiro Lorde do Tesouro - Líder da Câmara dos Comuns             | [ 66 ] |        |
| 54                               | 245 dias                                   | (1) [[Stanley Baldwin\|Stanley Baldwin 1.º Conde Baldwin de Bewdley]] (1867–1947)                                           | Jorge V (1910–1936)                           |                                                  |                            | Conservador | - Chanceler do Tesouro - Primeiro Lorde do Tesouro - Líder da Câmara dos Comuns             | [ 66 ] |        |
| 55                               |                                            | (1) Ramsay MacDonald (1866–1937)                                                                                            | Jorge V (1910–1936)                           | 22 de janeiro de 1924 – 4 de novembro de 1924    | 1923                       | | Trabalhista                                                                                 | - Primeiro Lorde do Tesouro - Líder da Câmara dos Comuns - Secretário de Relações Exteriores                                                                                                  | [ 67 ] |
| 55                               | 287 dias                                   | (1) Ramsay MacDonald (1866–1937)                                                                                            | Jorge V (1910–1936)                           |                                                  |                            | | Trabalhista                                                                                 | - Primeiro Lorde do Tesouro - Líder da Câmara dos Comuns - Secretário de Relações Exteriores                                                                                                  | [ 67 ] |
| 56                               |                                            | (2) Stanley Baldwin 1.º Conde Baldwin de Bewdley (1867–1947)                                                                | Jorge V (1910–1936)                           | 4 de novembro de 1924 – 4 de junho de 1929       | 1924                       | | Conservador                                                                                 | - Primeiro Lorde do Tesouro - Líder da Câmara dos Comuns | [ 68 ] |
| 56                               | 4 anos e 212 dias                          | (2) Stanley Baldwin 1.º Conde Baldwin de Bewdley (1867–1947)                                                                | Jorge V (1910–1936)                           |                                                  |                            | | Conservador                                                                                 | - Primeiro Lorde do Tesouro - Líder da Câmara dos Comuns | [ 68 ] |
| 57                               |                                            | (2) Ramsay MacDonald (1866–1937)                                                                                            | Jorge V (1910–1936)                           | 5 de junho de 1929 – 7 de junho de 1935          | 1929                       | | Trabalhista                                                                                 | - Primeiro Lorde do Tesouro - Líder da Câmara dos Comuns | [ 69 ] |
| 57                               | —                                          | (2) Ramsay MacDonald (1866–1937)                                                                                            | Jorge V (1910–1936)                           | 5 de junho de 1929 – 7 de junho de 1935          |                            | Nacional Trabalhista |                                                                                             | - Primeiro Lorde do Tesouro - Líder da Câmara dos Comuns | [ 69 ] |
| 57                               | 6 anos e 2 dias                            | (2) Ramsay MacDonald (1866–1937)                                                                                            | Jorge V (1910–1936)                           |                                                  |                            | Nacional Trabalhista |                                                                                             | - Primeiro Lorde do Tesouro - Líder da Câmara dos Comuns | [ 69 ] |
| 58                               |                                            | (3) Stanley Baldwin 1.º Conde Baldwin de Bewdley (1867–1947)                                                                | 7 de junho de 1935 – 28 de maio de 1937       | 1935                                             |                            | Conservador | Eduardo VIII (1936)                                                                         | - Primeiro Lorde do Tesouro - Líder da Câmara dos Comuns | [ 70 ] |
| 58                               | 1 ano e 355 dias                           | 1 ano e 355 dias | Jorge VI (1936–1952)                          |                                                  |                            | Conservador |                                                                                             | - Primeiro Lorde do Tesouro - Líder da Câmara dos Comuns | [ 70 ] |
| 59                               |                                            | Neville Chamberlain (1869–1940)                                                                                             | Jorge VI (1936–1952)                          | 28 de maio de 1937 – 10 de maio de 1940          | —                          | Conservador | [ 71 ]                                                                                      | - Primeiro Lorde do Tesouro - Líder da Câmara dos Comuns |        |
| 59                               | 2 anos e 348 dias                          | Neville Chamberlain (1869–1940)                                                                                             | Jorge VI (1936–1952)                          |                                                  |                            | Conservador | [ 71 ]                                                                                      | - Primeiro Lorde do Tesouro - Líder da Câmara dos Comuns |        |
| 60                               |                                            | (1) Winston Churchill (1874–1965)                                                                                           | Jorge VI (1936–1952)                          | 10 de maio de 1940 – 26 de julho de 1945         | —                          | Conservador | - Primeiro Lorde do Tesouro - Líder da Câmara dos Comuns - Ministro da Defesa               | [ 72 ] |        |
| 60                               | 5 anos e 77 dias                           | (1) Winston Churchill (1874–1965)                                                                                           | Jorge VI (1936–1952)                          |                                                  |                            | Conservador | - Primeiro Lorde do Tesouro - Líder da Câmara dos Comuns - Ministro da Defesa               | [ 72 ] |        |
| 61                               |                                            | [[Clement Attlee\|Clement Attlee 1.º Conde Attlee]] (1883–1967)                                                             | Jorge VI (1936–1952)                          | 26 de julho de 1945 – 26 de outubro de 1951      | 1945                       | | Trabalhista                                                                                 | - Primeiro Lorde do Tesouro - Ministro da Defesa | [ 73 ] |
| 61                               | 1950                                       | [[Clement Attlee\|Clement Attlee 1.º Conde Attlee]] (1883–1967)                                                             | Jorge VI (1936–1952)                          | 26 de julho de 1945 – 26 de outubro de 1951      |                            | | Trabalhista                                                                                 | - Primeiro Lorde do Tesouro - Ministro da Defesa | [ 73 ] |
| 61                               | 6 anos e 92 dias                           | [[Clement Attlee\|Clement Attlee 1.º Conde Attlee]] (1883–1967)                                                             | Jorge VI (1936–1952)                          |                                                  |                            | | Trabalhista                                                                                 | - Primeiro Lorde do Tesouro - Ministro da Defesa | [ 73 ] |
| 62                               |                                            | (2) Sir Winston Churchill (1874–1965)                                                                                       | Jorge VI (1936–1952)                          | 26 de outubro de 1951 – 5 de abril de 1955       | 1951                       | | Conservador                                                                                 | - Primeiro Lorde do Tesouro - Ministro da Defesa | [ 74 ] |
| 62                               | 3 anos e 161 dias                          | 3 anos e 161 dias | Isabel II (1952–2022)                         |                                                  |                            | | Conservador                                                                                 | - Primeiro Lorde do Tesouro - Ministro da Defesa | [ 74 ] |
| 63                               |                                            | Sir Anthony Eden (1897–1977)                                                                                                | Isabel II (1952–2022)                         | 6 de abril de 1955 – 9 de janeiro de 1957        | —                          | - Primeiro Lorde do Tesouro | Conservador                                                                                 | [ 75 ] |        |
| 63                               | 1 ano e 278 dias                           | Sir Anthony Eden (1897–1977)                                                                                                | Isabel II (1952–2022)                         |                                                  |                            | - Primeiro Lorde do Tesouro | Conservador                                                                                 | [ 75 ] |        |
| 64                               |                                            | [[Harold Macmillan\|Harold Macmillan 1° Conde de Stockton]] (1894–1986)                                                     | Isabel II (1952–2022)                         | 10 de janeiro de 1957 – 18 de outubro de 1963    | 1955                       | - Primeiro Lorde do Tesouro | Conservador                                                                                 | [ 76 ] |        |
| 64                               | 1959                                       | [[Harold Macmillan\|Harold Macmillan 1° Conde de Stockton]] (1894–1986)                                                     | Isabel II (1952–2022)                         | 10 de janeiro de 1957 – 18 de outubro de 1963    |                            | - Primeiro Lorde do Tesouro | Conservador                                                                                 | [ 76 ] |        |
| 64                               | 6 anos e 281 dias                          | [[Harold Macmillan\|Harold Macmillan 1° Conde de Stockton]] (1894–1986)                                                     | Isabel II (1952–2022)                         |                                                  |                            | - Primeiro Lorde do Tesouro | Conservador                                                                                 | [ 76 ] |        |
| 65                               |                                            | [[Alec Douglas-Home\|Alec Douglas-Home Barão Home de Hirsel]] (1894–1986)                                                   | Isabel II (1952–2022)                         | 19 de outubro de 1963 – 16 de outubro de 1964    | —                          | - Primeiro Lorde do Tesouro | Conservador (Unionista Escocês)                                                             | [ 77 ] |        |
| 65                               | 363 dias                                   | [[Alec Douglas-Home\|Alec Douglas-Home Barão Home de Hirsel]] (1894–1986)                                                   | Isabel II (1952–2022)                         |                                                  |                            | - Primeiro Lorde do Tesouro | Conservador (Unionista Escocês)                                                             | [ 77 ] |        |
| 66                               |                                            | (1) [[Harold Wilson\|Harold Wilson Barão Wilson de Rievaulx]] (1916–1995)                                                   | Isabel II (1952–2022)                         | 16 de outubro de 1964 – 19 de junho de 1970      | 1964                       | | Trabalhista                                                                                 | - Primeiro(a) Lorde / Lady do Tesouro - Ministro(a) de Serviço Civil | [ 78 ] |
| 66                               | 5 anos e 246 dias                          | (1) [[Harold Wilson\|Harold Wilson Barão Wilson de Rievaulx]] (1916–1995)                                                   | Isabel II (1952–2022)                         |                                                  |                            | | Trabalhista                                                                                 | - Primeiro(a) Lorde / Lady do Tesouro - Ministro(a) de Serviço Civil | [ 78 ] |
| 67                               |                                            | Sir Edward Heath (1916–2005)                                                                                                | Isabel II (1952–2022)                         | 19 de junho de 1970 – 4 de março de 1974         | 1970                       | | Conservador                                                                                 | - Primeiro(a) Lorde / Lady do Tesouro - Ministro(a) de Serviço Civil | [ 79 ] |
| 67                               | 3 anos e 258 dias                          | Sir Edward Heath (1916–2005)                                                                                                | Isabel II (1952–2022)                         |                                                  |                            | | Conservador                                                                                 | - Primeiro(a) Lorde / Lady do Tesouro - Ministro(a) de Serviço Civil | [ 79 ] |
| 68                               |                                            | (2) Harold Wilson Barão Wilson de Rievaulx (1916–1995)                                                                      | Isabel II (1952–2022)                         | 4 de março de 1974 – 5 de abril de 1976          | Fevereiro de 1974          | | Trabalhista                                                                                 | - Primeiro(a) Lorde / Lady do Tesouro - Ministro(a) de Serviço Civil | [ 78 ] |
| 68                               | Outubro de 1974                            | (2) Harold Wilson Barão Wilson de Rievaulx (1916–1995)                                                                      | Isabel II (1952–2022)                         | 4 de março de 1974 – 5 de abril de 1976          |                            | | Trabalhista                                                                                 | - Primeiro(a) Lorde / Lady do Tesouro - Ministro(a) de Serviço Civil | [ 78 ] |
| 68                               | 5 anos e 246 dias                          | (2) Harold Wilson Barão Wilson de Rievaulx (1916–1995)                                                                      | Isabel II (1952–2022)                         |                                                  |                            | | Trabalhista                                                                                 | - Primeiro(a) Lorde / Lady do Tesouro - Ministro(a) de Serviço Civil | [ 78 ] |
| 69                               |                                            | [[James Callaghan\|James Callaghan Barão Callaghan de Cardiff]] (1916–1995)                                                 | Isabel II (1952–2022)                         | 5 de abril de 1976 – 4 de maio de 1979           | —                          | [ 80 ] | Trabalhista                                                                                 | - Primeiro(a) Lorde / Lady do Tesouro - Ministro(a) de Serviço Civil |        |
| 69                               | 3 anos e 29 dias                           | [[James Callaghan\|James Callaghan Barão Callaghan de Cardiff]] (1916–1995)                                                 | Isabel II (1952–2022)                         |                                                  |                            | [ 80 ] | Trabalhista                                                                                 | - Primeiro(a) Lorde / Lady do Tesouro - Ministro(a) de Serviço Civil |        |
| 70                               |                                            | [[Margaret Thatcher\|Margaret Thatcher Baronesa Thatcher de Kesteven]] (1925–2013)                                          | Isabel II (1952–2022)                         | 4 de maio de 1979 – 28 de novembro de 1990       | 1979                       | | Conservador                                                                                 | - Primeiro(a) Lorde / Lady do Tesouro - Ministro(a) de Serviço Civil | [ 81 ] |
| 70                               | 1983                                       | [[Margaret Thatcher\|Margaret Thatcher Baronesa Thatcher de Kesteven]] (1925–2013)                                          | Isabel II (1952–2022)                         | 4 de maio de 1979 – 28 de novembro de 1990       |                            | | Conservador                                                                                 | - Primeiro(a) Lorde / Lady do Tesouro - Ministro(a) de Serviço Civil | [ 81 ] |
| 70                               | 1987                                       | [[Margaret Thatcher\|Margaret Thatcher Baronesa Thatcher de Kesteven]] (1925–2013)                                          | Isabel II (1952–2022)                         | 4 de maio de 1979 – 28 de novembro de 1990       |                            | | Conservador                                                                                 | - Primeiro(a) Lorde / Lady do Tesouro - Ministro(a) de Serviço Civil | [ 81 ] |
| 70                               | 11 anos e 208 dias                         | [[Margaret Thatcher\|Margaret Thatcher Baronesa Thatcher de Kesteven]] (1925–2013)                                          | Isabel II (1952–2022)                         |                                                  |                            | | Conservador                                                                                 | - Primeiro(a) Lorde / Lady do Tesouro - Ministro(a) de Serviço Civil | [ 81 ] |
| 71                               |                                            | Sir John Major (1943) | Isabel II (1952–2022)                         | 28 de novembro de 1990 – 2 de maio de 1997       | —                          | [ 82 ] | Conservador                                                                                 | - Primeiro(a) Lorde / Lady do Tesouro - Ministro(a) de Serviço Civil |        |
| 71                               | 1992                                       | Sir John Major (1943) | Isabel II (1952–2022)                         | 28 de novembro de 1990 – 2 de maio de 1997       |                            | [ 82 ] | Conservador                                                                                 | - Primeiro(a) Lorde / Lady do Tesouro - Ministro(a) de Serviço Civil |        |
| 71                               | 6 anos e 155 dias                          | Sir John Major (1943) | Isabel II (1952–2022)                         |                                                  |                            | [ 82 ] | Conservador                                                                                 | - Primeiro(a) Lorde / Lady do Tesouro - Ministro(a) de Serviço Civil |        |
| 72                               |                                            | Sir Tony Blair (1953) | Isabel II (1952–2022)                         | 2 de maio de 1997 – 27 de junho de 2007          | 1997                       | | Trabalhista                                                                                 | - Primeiro(a) Lorde / Lady do Tesouro - Ministro(a) de Serviço Civil | [ 83 ] |
| 72                               | 2001                                       | Sir Tony Blair (1953) | Isabel II (1952–2022)                         | 2 de maio de 1997 – 27 de junho de 2007          |                            | | Trabalhista                                                                                 | - Primeiro(a) Lorde / Lady do Tesouro - Ministro(a) de Serviço Civil | [ 83 ] |
| 72                               | 2005                                       | Sir Tony Blair (1953) | Isabel II (1952–2022)                         | 2 de maio de 1997 – 27 de junho de 2007          |                            | | Trabalhista                                                                                 | - Primeiro(a) Lorde / Lady do Tesouro - Ministro(a) de Serviço Civil | [ 83 ] |
| 72                               | 10 anos e 56 dias                          | Sir Tony Blair (1953) | Isabel II (1952–2022)                         |                                                  |                            | | Trabalhista                                                                                 | - Primeiro(a) Lorde / Lady do Tesouro - Ministro(a) de Serviço Civil | [ 83 ] |
| 73                               |                                            | Gordon Brown (1951) | Isabel II (1952–2022)                         | 27 de junho de 2007 – 11 de maio de 2010         | —                          | [ 84 ] | Trabalhista                                                                                 | - Primeiro(a) Lorde / Lady do Tesouro - Ministro(a) de Serviço Civil |        |
| 73                               | 2 anos e 318 dias                          | Gordon Brown (1951) | Isabel II (1952–2022)                         |                                                  |                            | [ 84 ] | Trabalhista                                                                                 | - Primeiro(a) Lorde / Lady do Tesouro - Ministro(a) de Serviço Civil |        |
| 74                               |                                            | David Cameron Barão Cameron de Chipping Norton (1966)                                                                       | Isabel II (1952–2022)                         | 11 de maio de 2010 – 13 de julho de 2016         | 2010                       | | Conservador                                                                                 | - Primeiro(a) Lorde / Lady do Tesouro - Ministro(a) de Serviço Civil | [ 85 ] |
| 74                               | 2015                                       | David Cameron Barão Cameron de Chipping Norton (1966)                                                                       | Isabel II (1952–2022)                         | 11 de maio de 2010 – 13 de julho de 2016         |                            | | Conservador                                                                                 | - Primeiro(a) Lorde / Lady do Tesouro - Ministro(a) de Serviço Civil | [ 85 ] |
| 74                               | 6 anos e 63 dias                           | David Cameron Barão Cameron de Chipping Norton (1966)                                                                       | Isabel II (1952–2022)                         |                                                  |                            | | Conservador                                                                                 | - Primeiro(a) Lorde / Lady do Tesouro - Ministro(a) de Serviço Civil | [ 85 ] |
| 75                               |                                            | Theresa May (1956) | Isabel II (1952–2022)                         | 13 de julho de 2016 – 24 de julho de 2019        | —                          | [ 86 ] | Conservador                                                                                 | - Primeiro(a) Lorde / Lady do Tesouro - Ministro(a) de Serviço Civil |        |
| 75                               | 2017                                       | Theresa May (1956) | Isabel II (1952–2022)                         | 13 de julho de 2016 – 24 de julho de 2019        |                            | [ 86 ] | Conservador                                                                                 | - Primeiro(a) Lorde / Lady do Tesouro - Ministro(a) de Serviço Civil |        |
| 75                               | 3 anos e 11 dias                           | Theresa May (1956) | Isabel II (1952–2022)                         |                                                  |                            | [ 86 ] | Conservador                                                                                 | - Primeiro(a) Lorde / Lady do Tesouro - Ministro(a) de Serviço Civil |        |
| 76                               |                                            | Boris Johnson (1964) | Isabel II (1952–2022)                         | 24 de julho de 2019 – 6 de setembro de 2022      | —                          | - Primeiro(a) Lorde / Lady do Tesouro - Ministro(a) de Serviço Civil - Ministro(a) da União                                                           | Conservador                                                                                 | [ 87 ] |        |
| 76                               | 2019                                       | Boris Johnson (1964) | Isabel II (1952–2022)                         | 24 de julho de 2019 – 6 de setembro de 2022      |                            | - Primeiro(a) Lorde / Lady do Tesouro - Ministro(a) de Serviço Civil - Ministro(a) da União                                                           | Conservador                                                                                 | [ 87 ] |        |
| 76                               | 3 anos e 44 dias                           | Boris Johnson (1964) | Isabel II (1952–2022)                         |                                                  |                            | - Primeiro(a) Lorde / Lady do Tesouro - Ministro(a) de Serviço Civil - Ministro(a) da União                                                           | Conservador                                                                                 | [ 87 ] |        |
| 77                               |                                            | Liz Truss (1975) | 6 de setembro de 2022 – 25 de outubro de 2022 | —                                                | Carlos III (2022–presente) | - Primeiro(a) Lorde / Lady do Tesouro - Ministro(a) de Serviço Civil - Ministro(a) da União                                                           | Conservador                                                                                 | [ 88 ] |        |
| 77                               | 49 dias                                    | Liz Truss (1975) |                                               |                                                  | Carlos III (2022–presente) | - Primeiro(a) Lorde / Lady do Tesouro - Ministro(a) de Serviço Civil - Ministro(a) da União                                                           | Conservador                                                                                 | [ 88 ] |        |
| 78                               |                                            | Rishi Sunak (1980) | 25 de outubro de 2022 – 5 de julho de 2024    | —                                                | Carlos III (2022–presente) | - Primeiro(a) Lorde / Lady do Tesouro - Ministro(a) de Serviço Civil - Ministro(a) da União                                                           | Conservador                                                                                 | [ 89 ] |        |
| 78                               | 1 ano e 254 dias                           | Rishi Sunak (1980) |                                               |                                                  | Carlos III (2022–presente) | - Primeiro(a) Lorde / Lady do Tesouro - Ministro(a) de Serviço Civil - Ministro(a) da União                                                           | Conservador                                                                                 | [ 89 ] |        |
| 79                               |                                            | Sir Keir Starmer (1962) | 5 de julho de 2024 – presente                 | 2024                                             | Carlos III (2022–presente) | - Primeiro(a) Lorde / Lady do Tesouro - Ministro(a) de Serviço Civil - Ministro(a) da União                                                           |                                                                                             | Trabalhista | [ 19 ] |
| 79                               | 359 dias                                   | Sir Keir Starmer (1962) |                                               |                                                  | Carlos III (2022–presente) | - Primeiro(a) Lorde / Lady do Tesouro - Ministro(a) de Serviço Civil - Ministro(a) da União                                                           |                                                                                             | Trabalhista | [ 19 ] |
| ↑† Indica que faleceu em ofício. |                                            | |                                               |                                                  |                            | |                                                                                             | |        |

### Disputados
| N.º | Primeiro-ministro (Nascimento–Falecimento) | Primeiro-ministro (Nascimento–Falecimento)                                                    | Mandato (Duração em anos e dias)                  | Mandato (Duração em anos e dias) | Partido | Partido | Cargos ministeriais ocupados como primeiro-ministro | Monarca (Reino)      |
| --- | ------------------------------------------ | --------------------------------------------------------------------------------------------- | ------------------------------------------------- | -------------------------------- | ------- | ------- | --------------------------------------------------- | -------------------- |
| 1   |                                            | [[William Pulteney, 1.º Conde de Bath\|William Pulteney 1.º Conde de Bath]] (1684–1764)       | 10 de fevereiro de 1746 – 12 de fevereiro de 1746 | —                                |         | Whig    | - Primeiro Lorde do Tesouro                         | Jorge II (1714–1727) |
| 1   | 2 dias                                     | [[William Pulteney, 1.º Conde de Bath\|William Pulteney 1.º Conde de Bath]] (1684–1764)       |                                                   |                                  |         | Whig    | - Primeiro Lorde do Tesouro                         | Jorge II (1714–1727) |
| 2   |                                            | [[James Waldegrave, 2.º Conde Waldegrave\|James Waldegrave 2.º Conde Waldegrave]] (1715–1763) | 8 de junho de 1757 – 12 de julho de 1757          | —                                |         | Whig    | - Primeiro Lorde do Tesouro                         | Jorge II (1714–1727) |
| 2   | 4 dias                                     | [[James Waldegrave, 2.º Conde Waldegrave\|James Waldegrave 2.º Conde Waldegrave]] (1715–1763) |                                                   |                                  |         | Whig    | - Primeiro Lorde do Tesouro                         | Jorge II (1714–1727) |

### Online
- «1955: Sir Winston Churchill resigns». BBC. Consultado em 10 de outubro de 2022. Cópia arquivada em 2 de abril de 2003
- Arthur Balfour (29 de março de 1910). «Duration of Parliament». House of Commons. Consultado em 10 de outubro de 2022. Cópia arquivada em 2 de setembro de 2018
- «Baroness Thatcher». UK Parliament. Consultado em 10 de outubro de 2022. Cópia arquivada em 20 de abril de 2013
- Bogdanor, Vernon (3 de outubro de 1997). «Ministers take the biscuit». Times Higher Education. Consultado em 10 de outubro de 2022. Cópia arquivada em 29 de abril de 2018
- Kuenssberg, Laura (24 de julho de 2019). «Boris Johnson: May bidding farewell before new PM takes office». BBC News. Consultado em 10 de outubro de 2022. Cópia arquivada em 15 de agosto de 2022
- «Boris Johnson replaces Theresa May as the UK's new prime minister». BBC News. 25 de julho de 2019. Consultado em 10 de outubro de 2022. Cópia arquivada em 27 de junho de 2022
- Robert Stewart (29 de abril de 1805). «Military Commissioners' Bill». House of Commons. Cópia arquivada em 22 de fevereiro de 2014
- Joseph Chamberlain (27 de março de 1884). «Second Reading — Adjourned Debate». House of Commons. Cópia arquivada em 2 de setembro de 2018
- Benjamin Disraeli (8 de junho de 1855). «Prosecution of the War—Adjourned Debate (Sixth Night)». House of Commons. Cópia arquivada em 2 de setembro de 2018
- Benjamin Disraeli (7 de maio de 1868). «Committee». House of Commons. Cópia arquivada em 2 de setembro de 2018
- John Eardley-Wilmot (20 de março de 1885). «Boroughs to Lose One Member». House of Commons. Cópia arquivada em 21 de maio de 2011
- «First Lord of the Treasury». UK Government. Consultado em 10 de outubro de 2022. Cópia arquivada em 20 de maio de 2013
- «Former Fellows of The Royal Society of Edinburgh» (PDF). Royal Society of Edinburgh. Julho de 2006. Consultado em 10 de outubro de 2022. Cópia arquivada (PDF) em 22 de abril de 2012
- Andrew Bonar Law (27 de novembro de 1922). «Irish Free State Constitution Bill». House of Commons. Cópia arquivada em 27 de abril de 2018
- «List of Fellows of the Royal Society 1660–2007» (PDF). Royal Society. Julho de 2007. Consultado em 10 de outubro de 2022. Cópia arquivada (PDF) em 14 de maio de 2014
- Donald Horne Macfarlane (14 de abril de 1885). «Central Asia — Russia and Afghanistan — the Russo–Afghan Frontier — Russian Advances». House of Commons. Cópia arquivada em 21 de maio de 2011
- Mackay, Robert (28 de novembro de 1987). «Thatcher longest serving British prime minister». United Press International. Consultado em 10 de outubro de 2022. Cópia arquivada em 3 de março de 2016
- «May to form 'government of certainty' with DUP backing». BBC News. 9 de junho de 2017. Consultado em 10 de outubro de 2022. Cópia arquivada em 10 de junho de 2017
- Morrill, John (25 de janeiro de 2018). Robert Harley, 1st earl of Oxford. Encyclopædia Britannica, Inc. Consultado em 10 de outubro de 2022. Cópia arquivada em 5 de setembro de 2015
- «Mr Edward Heath». UK Parliament. Consultado em 10 de outubro de 2022. Cópia arquivada em 16 de junho de 2018
- «Mr James Callaghan». UK Parliament. Consultado em 10 de outubro de 2022. Cópia arquivada em 23 de junho de 2018
- «No. 32987». The London Gazette. 31 de outubro de 1924. p. 7861
- «Parties and Prime Ministers». BBC News. 19 de maio de 1998. Consultado em 10 de outubro de 2022. Cópia arquivada em 18 de março de 2004
- «Prime ministers of the United Kingdom (1730–2011)». Oxford Dictionary of National Biography. 2011. Cópia arquivada em 4 de setembro de 2017
- «Resignation of The Right Honourable David Cameron MP as Prime Minister». Royal Communications. 13 de julho de 2016. Consultado em 10 de outubro de 2022. Cópia arquivada em 18 de agosto de 2016
- «Rt Hon Gordon Brown». UK Parliament. Consultado em 10 de outubro de 2022. Cópia arquivada em 20 de abril de 2012
- «Rt Hon Boris Johnson». UK Parliament. Consultado em 10 de outubro de 2022. Cópia arquivada em 5 de abril de 2022
- «Rt Hon Theresa May». UK Parliament. Consultado em 10 de outubro de 2022. Cópia arquivada em 10 de junho de 2017
- «Rt Hon Tony Blair». UK Parliament. Consultado em 10 de outubro de 2022. Cópia arquivada em 19 de novembro de 2017
- «Royal and Parliamentary Titles Act 1927». Arquivos Nacionais (Reino Unido). UK Parliament. 12 de abril de 1927. Consultado em 10 de outubro de 2022
- Stamp, Gavin (25 de julho de 2016). «Who is Theresa May: A profile of UK's new prime minister». BBC News. Consultado em 10 de outubro de 2022. Cópia arquivada em 13 de julho de 2016
- Wheeler, Brian (12 de setembro de 2016). «The David Cameron story». BBC News. Consultado em 10 de outubro de 2022. Cópia arquivada em 24 de junho de 2016